# 旭川情報ビジネス専門学校

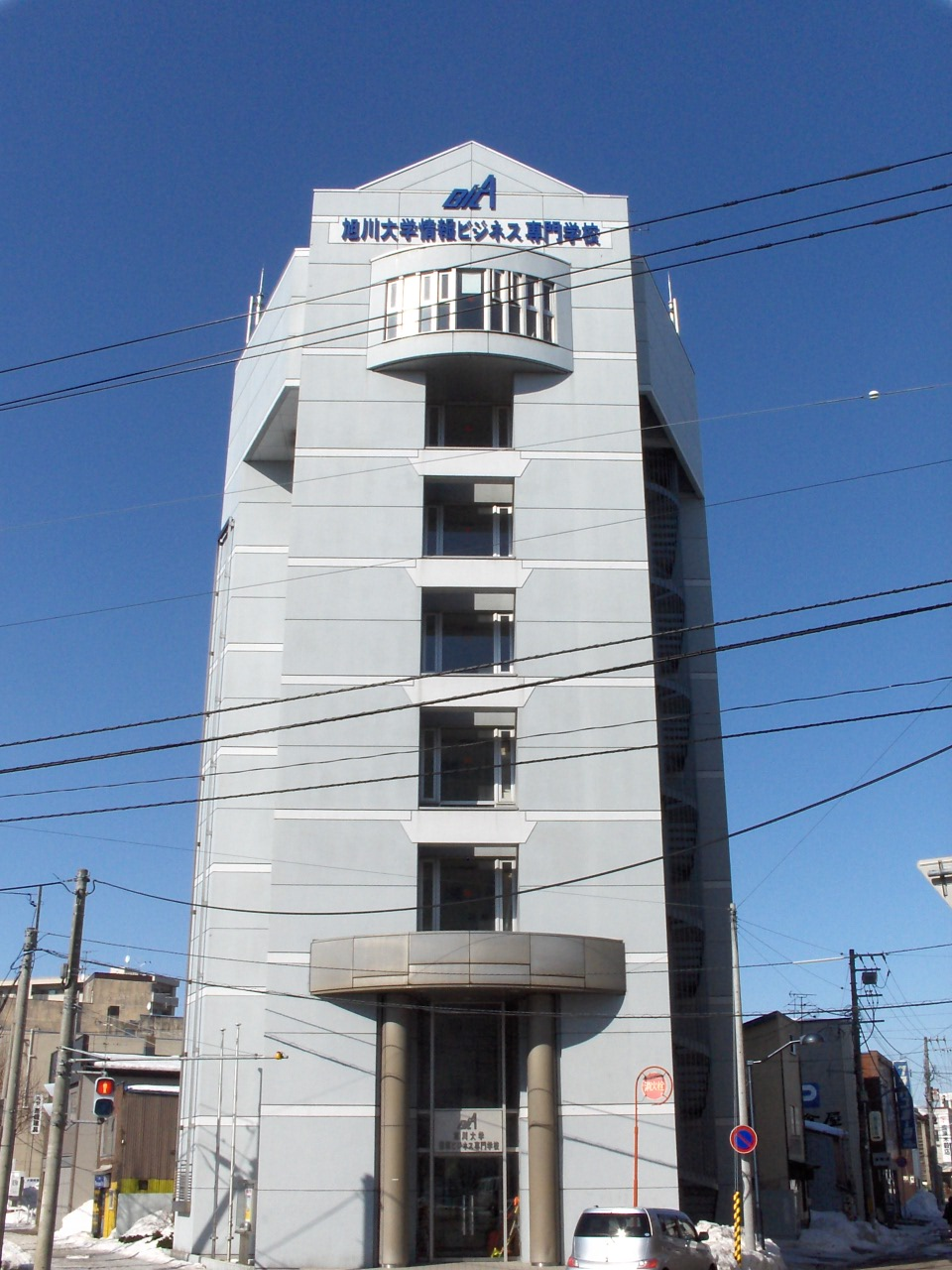
旭川情報ビジネス専門学校
学舎の校名は旧名称当時（2007年撮影）

旭川情報ビジネス専門学校（あさひかわじょうほうビジネスせんもんがっこう、英: Business Information College in Asahikawa）は、北海道旭川市8条通7丁目2363-7にある2年制の専修学校である。学校法人旭川志峯学院が設置・管理している。
従前の校名は、旭川大学情報ビジネス専門学校であったが、かつての系列校である旭川大学と旭川大学短期大学部の公立化による経営の分離、並びに学校法人旭川大学から学校法人旭川志峯学院への名称変更に伴い、2023年4月に現在の校名へ変更された。

## 概要
旭川大学情報ビジネス専門学校の当時は、2006年度の就職内定率は94%となっていて、ほかに旭川大学やJAカレッジへの編入生などがいた。
主に情報関連分野を学ぶことが可能。学科はそれぞれコースに分かれ、プログラマやオフィスワーカー(事務職)などに必要な各種専門知識・技術を身につける。
学校行事にはボウリング大会、炊事遠足、体育祭、旭川冬まつりの雪像づくりなどがある。近年はアメリカ合衆国(西海岸)への海外研修も行っている。

## 学科・コース
- 情報システム科
  - SEコース
  - ITコース

## 取得できる資格
- ITパスポート試験
- Microsoft Office Specialist
- 応用情報技術者試験
- 基本情報技術者試験
- 文部科学省後援 情報検定 情報活用試験
- 日本商工会議所 簿記検定
- 全国経理教育協会 簿記能力検定
- 全国経理教育協会 計算実務能力検定
- 全国経理教育協会 社会人常識マナー検定

## 系列校
- 旭川志峯高等学校（旧名称：旭川大学高等学校）
- 旭川志峯幼稚園（旧名称：旭川大学附属幼稚園）

### かつての系列校
- 旭川大学 - 2023年、旭川市立大学へ名称変更、ただし別法人への移管により系列校ではなくなる。
- 旭川大学短期大学部 - 2023年、旭川市立大学短期大学部へ名称変更、ただし別法人への移管により系列校ではなくなる。